# Улахан-Тирехтях
Улаха́н-Тирехтя́х (также Улахан-Тирэхтээх) — река в Эвено-Бытантайском и Жиганском улусах Якутии (Россия), правый приток Джарджана. Длина реки составляет 215 км, площадь водосборного бассейна — 2290 км². 
Стекает с западного склона Джарджанского хребта (система Верхоянского хребта) на высоте более 584 м над уровнем моря. От истока течёт на северо-запад в широкой межгорной долине параллельно Натаре. Выйдя на равнину, река начинает меандрировать, для берегов характерна лесотундра, встречаются заболоченные участки. Впадает в Джарджан справа в 11 км от его устья, на высоте менее 27 м над уровнем моря. Ширина в нижнем течении — 71 м при глубине 2 м. Скорость течения в низовьях — 0,6 м/с. Населённых пунктов на реке нет. Ледостав с середины октября до конца мая.

## Основные притоки
Указаны поименованные притоки длиной 20 км и более
| Название      | Расстояние от устья | Длина | Положение |
| ------------- | ------------------- | ----- | --------- |
| Кыра-Тирехтях | 7,2                 | 74    | правый    |
| Джабанкит     | 84                  | 27    | правый    |
| Бойуо-Сяне    | 108                 | 26    | левый     |

## Данные водного реестра
По данным государственного водного реестра России и геоинформационной системы водохозяйственного районирования территории РФ, подготовленной Федеральным агентством водных ресурсов:
- Бассейновый округ — Ленский
- Речной бассейн — Лена
- Речной подбассейн — Лена ниже впадения Вилюя до устья
- Водохозяйственный участок — Лена от впадения реки Вилюй до водомерного поста гидрометеорологической станции Джарджан
- Код водного объекта — 18030900112117500015229